# Старе-Место (Злинский край)
Старе-Место (чеш. Staré Město, букв. «Старый город») — город в Чехии в Злинском крае, районе Угерске-Градиште. Расположен на юго-востоке страны в исторической Моравской Словакии на правом берегу реки Моравы, притоке Дуная.
Вместе с городами Угерске-Градиште и Куновице, составляет городскую агломерацию с населением более 38 000 жителей.

## История
Территория Старого города была заселена с доисторических времён. Археологические раскопки документируют поселения в каменном, бронзовом и железном веках.
Самым важным представителем людей раннего бронзового века являются люди унетицкой культуры, поселение которых ожидается в местах около кладбища, более конкретные документы в виде могил скелетов взяты из местности Заградки. Люди среднего бронзового века оставили артефакты в староместских поселениях Шпиталки (Špitálky) и Чёртов кут (Čertůj kút). К поздней бронзе относится поселении людей велатической культуры из местности Шпиталки. К лужицкой культуре относятся поселения Чёртов кут, Задни Круги (Zadní Kruhy), Заградки (Zahrádky), Травник (Trávník), На Валах, На Дедине (Na Dědině), За Костеликем (У Вита), Шпиталки (Špitálky), Новый Свет, Ольши (Olší), Шпилов. К раннему железному веку — гальштату относятся поселения платеницкой культуры из Чёртова кута и из местечка Паделки (Padělky). К латенской культуры относится кельтское поселение Задни Круги. С древнеримского периода и периода переселения народов предполагается германское поселение на Чёртов кут. Находки римского происхождения кажутся более частыми и интересными, особенно в местностях Шпиталки и На Дедине.
Где-то на рубеже VI и VII веков славяне уже поселились на сторожевой башне На Валах. Возможно наличие ещё одного поселения на Шпиталках. В течение VIII века другие населённые пункты были заселены в кадастре Старого города в позициях На Зерзавичи (Na Zerzavici), За Радницы (Za Radnicí), За Заграду. Где-то в середине VIII века или вскоре после него на жилом массиве На Валах была построена стена со рвом, в результате чего возникло укрепленное поселение. Примерно в середине IX века на Вале была построена кирпичная церковь. Акрополь Старого города На Валах процветал во второй половине IX века. Многие типичные для Великой Моравии золотые, серебряные или бронзовые (и позолоченные) украшения (серьги, кольца, ожерелья, гомбики, колокольчики, концы и т. д. были найдены в агломерации Старого города.

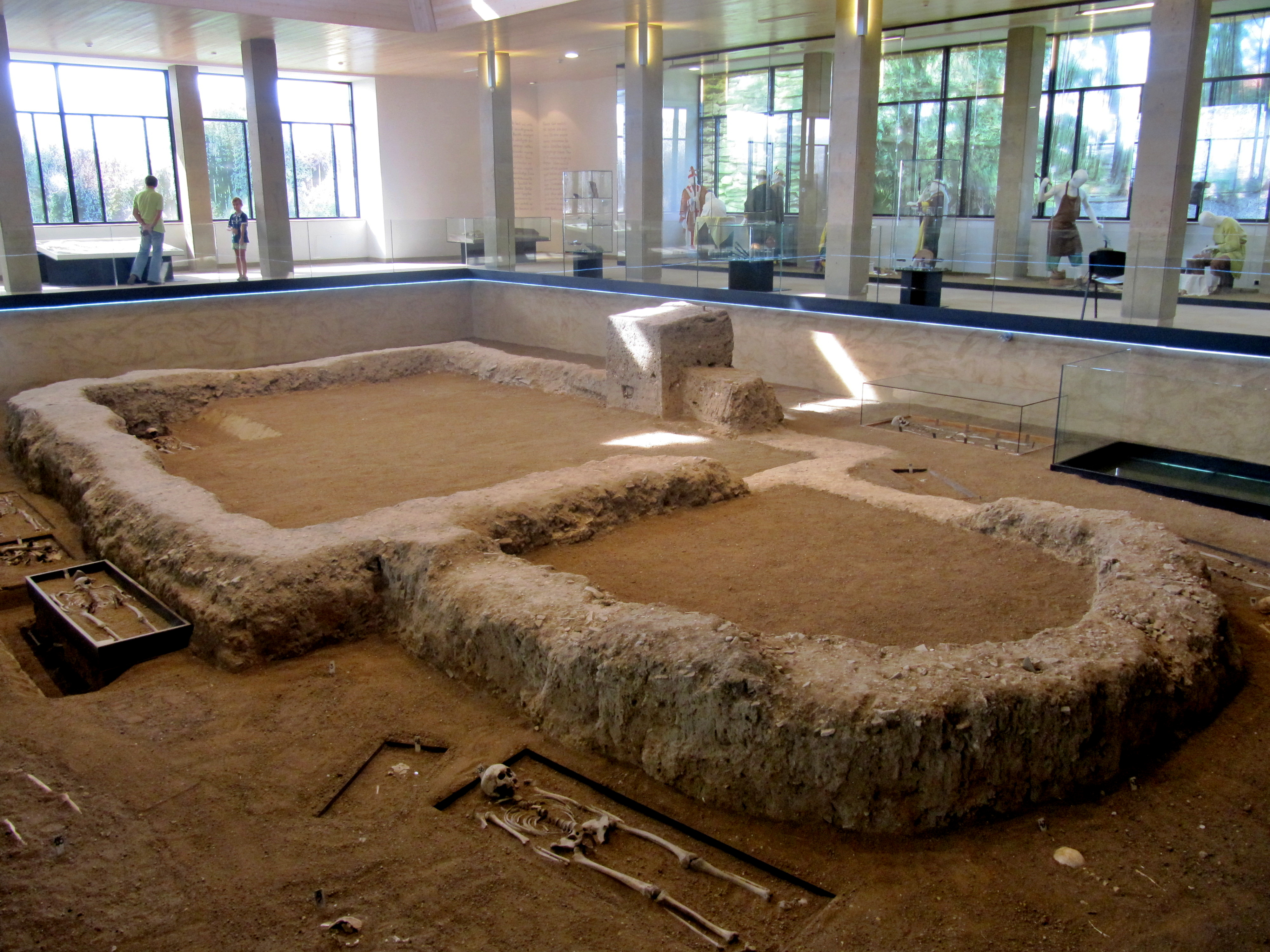
Костёл На Валах (Na Valách)

Великоморавская предгородская агломерация-эмпорий Старе Место, процветавшая вместе с Микульчице на правом берегу Моравы, Поганьско под Бржецлавом на обслуживании Империи каролингов в IX—X веках, практически мгновенно исчезла после изменения экономической ситуации, вызванного вторжением венгров в X веке, хотя сама и не была затронута боевыми действиями. На период с 875 года по 950 год, по данным археологии, приходится расцвет моравских поселений. По характеру и деталям погребальной обрядности ориентированные на запад древнейшие трупоположения в Киеве и на Среднем Поднепровье имеют прямые аналогии в раннехристианских памятниках на территории Великой Моравии в Старом месте, Микульчице, Поганьско, Скалице, Старой Коуржиме, Колине и Желенках.

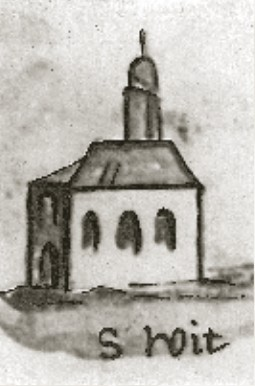
Рисунок церкви св. Вита (Sv. Víta)

Старе Место — единственный известный в Моравии значительный церковный центр, который можно связать с кирилло-мефодиевской традицией. Ян Эйснер и некоторые другие чешские историки считают, что здесь находилась резиденция архиепископа Мефодия и, возможно, резиденция князей Великой Моравии.
Убыль населения в Моравии наблюдается лишь во второй половине X века. 
Камерные погребения в Старом месте близ Угерске-Градиште по характеру и деталям погребальной обрядности они имеют прямые аналогии не только в памятниках на территории Великой Моравии в Микульчицах, Поганьско, Скалице, Старой Коуржиме, Колине, Желенках, но и в захоронениях в некрополе на Старокиевской горе в Киеве на Среднем Поднепровье. Во многих мастерских, связанных с ювелирным делом, исследованных на территории производственного комплекса в Старом Месте, имелся разноуровневый пол. Вероятно, это было связано с различным назначением отдельных участков сооружения. В одной из построек из Старого Места обнаружили также скопление фрагментов обожжённой глины, одна из поверхностей которых была тщательно заглажена. 
Первое письменное упоминание встречается в 1131 году.
Бывшее укреплённое поселение было преобразовано в рыночную деревню под названием Велиград, о чём свидетельствует известный документ епископа Оломоуцкого Йиндржиха Здика от 1141 года, который обычно включает происхождение этого документа, или документ от 1228 года (список поместий Велеградского монастыря в привилегии Пршемысла I Отакара), в котором упоминается Велиград. Велиград утратил «старый и хорошо известный рыночный закон» в 1257 году по приказу чешского монарха Пржемысла II Отакара о передаче права на рынок из Велиграда и близлежащих Куновиц в недавно основанный город на острове на реке Морава, который сначала назывался Нове Место, годом позже Новы Велиград и только позже, в начале XIV века, когда название Велеград было принято для новой деревни вокруг Монастыря Велеград, переход к названию Нового Велиграда Гра́диште (или Гра́диште над Моравой), с XVII века — Угерске Градиште.
В последний раз поселение в Старом городе называлось Велиградом в документе чешского короля Яна Люксембургского от 2 марта 1315 года. В документе Альберта Здунека от 5 февраля 1321 года он уже назван Старым городом. С тех пор оригинальный Велиград назывался Antiqua civitas — Старый город.

## Достопримечательности
- Костёл Святого Михаила Архангела (1-я половина XIII века)
- Памятник Великой Моравии
- Ротонда Святого Михаила
- Историческая застройка старого города

## Население
| Год  | Численность | Численность |
| ---- | ----------- | ----------- |
| 1869 | 2505        | [ 15 ]      |
| 1880 | 2916        | [ 15 ]      |
| 1890 | 3264        | [ 15 ]      |
| 1900 | 3879        | [ 15 ]      |
| 1910 | 4563        | [ 15 ]      |
| 1921 | 5098        | [ 15 ]      |
| 1930 | 5544        | [ 15 ]      |
| 1950 | 5973        | [ 15 ]      |
| 1961 | 6614        | [ 15 ]      |
| 1970 | 6245        | [ 15 ]      |
| 1980 | 6183        | [ 15 ]      |
| 1991 | 6882        | [ 15 ]      |
| 2001 | 6691        | [ 15 ]      |
| 2014 | 6807        | [ 16 ]      |
| 2016 | 6791        | [ 17 ]      |
| 2017 | 6755        | [ 18 ]      |
| 2018 | 6716        | [ 19 ]      |
| 2019 | 6652        | [ 20 ]      |
| 2020 | 6661        | [ 21 ]      |
| 2021 | 6572        | [ 22 ]      |
| 2022 | 6552        | [ 23 ]      |
| 2023 | 6629        | [ 24 ]      |
| 2024 | 6625        | [ 25 ]      |
| 2025 | 6585        | [ 4 ]       |

## Города-побратимы
- Тёнисфорст, Германия